# Банда Спайкса (фільм, 1974)
«Банда Спайкс» (англ. The Spikes Gang) — американський вестерн 1974 року режисера Річарда Фляйшера з Лі Марвіном у головній ролі. Екранізація компанією Mirisch роману Джайлза Тіппетта «Грабіжник банку» («The Bank Robber»). В акторському складі другого плану — Гері Граймс, Чарльз Мартін Сміт і Рон Говард. Ветерани персонажів Артур Ганікетт і Ноа Бірі-молодший обидва з'являються в окремих «сценах пограбування».

## Сюжет
Бандита Гаррі Спайкса поранили в перестрілці, але його рятують троє випадкових юнаків — Вілл, Лес і Тод. Наслухавшись його історій про життя сповнене пригод та адреналіну, вони вирішують разом зі Спайксом грабувати банки. Однак, під час першого ж пограбування банда зазнає невдачі — при спробі обчистити банк, хтось із підлітків випадково вбиває сенатора штату. Тепер уся банда Спайкса в розшуку, за їх голови обіцяють кругленьку суму, а бажаючих підробити мисливцями за головами — більше ніж достатньо!

## Ролі виконують
- Лі Марвін – Гаррі Спайкс
- Чарльз Мартін Сміт - Тод Гейг'ю
- Рон Говард - Лес Ріхтер